# Suhor
Suhor es una localidad de Croacia en la ciudad de Delnice, condado de Primorje-Gorski Kotar.

## Geografía
Se encuentra a una altitud de 427 m s. n. m. a 142 km de la capital nacional, Zagreb.

## Demografía
Para la fecha del censo 2011 la localidad se encontraba deshabihada.
| Gráfica de población de Suhor 1857-2011                             |
|                                                                     |
| Según los censos de población de la oficina estadística de Croacia. |